# Bothrocara
Bothrocara is een geslacht van straalvinnige vissen uit de familie van de puitalen (Zoarcidae).

## Soorten
- Bothrocara brunneum (Bean, 1890)
- Bothrocara elongatum
- Bothrocara hollandi (Jordan & Hubbs, 1925)
- Bothrocara molle Bean, 1890
- Bothrocara nyx Stevenson & Anderson, 2005
- Bothrocara pusillum (Bean, 1890)
- Bothrocara soldatovi (Schmidt, 1950)
- Bothrocara tanakae (Jordan & Hubbs, 1925)